# Aryan Defense Jail Crew
Die Aryan Defense Jail Crew (AD Jail Crew) ist eine 2012 in der JVA Hünfeld von dem Neonazi Bernd Tödter gegründete rechtsextremistische Gefangenenhilfeorganisation.

## Geschichte
Seit 2011 verbüßte Tödter eine Haftstrafe in der JVA Hünfeld. Dort gründete er am 20. April 2012 (der 20. April ist der Geburtstag Adolf Hitlers) in Hünfeld ein Gefangenennetzwerk mit dem Namen „AD Jail Crew (14er)“. Tödter beschäftigte sich nach eigenen Angaben mit der „Zusammenführung aller nationalen Kräfte und der Betreuung unserer inhaftierten Kameraden, welche derzeit in Staatsgewahrsam sind“.
Tödter schickte nach Angaben der hessischen Justiz auch an den mutmaßlichen Hauptunterstützer der rechtsextremen Terrorzelle NSU Ralf Wohlleben einen Brief. Der frühere NPD-Funktionär saß zu dieser Zeit in der Justizvollzugsanstalt München-Stadelheim in Untersuchungshaft und wartete auf seinen am 17. April 2013 beginnenden Prozess.
Als Akteur des geheimen Netzwerkes kontaktierte Tödter mehr als ein Dutzend Insassen in den Justizvollzugsanstalten Kassel 1, Fulda, Tonna, Gera, Stuttgart, Aachen, Meppen, Vechta, Diez, Stralsund, Köln, Moers-Kapellen und Lübeck. Nach der Aufdeckung des Netzwerkes wurde Tödter und zwei weiteren Beschuldigten vorgeworfen, einen bundesweit operierenden Verein zur finanziellen Unterstützung von inhaftierten Rechtsextremen und deren Familien gegründet zu haben. Ein weiteres Ziel des Vereins soll die ideologische Festigung von Inhaftierten mit nationalsozialistischem Gedankengut gewesen sein.